# Jabal Umm ad Dami
Jabal Umm ad Dami é um monte que constitui o ponto mais alto da Jordânia. Tem 1854 m de altitude, o que é plausível com dados SRTM.
O Jabal Umm ad Dami fica no sudoeste do país, no governorado de Aqaba, perto da fronteira Arábia Saudita-Jordânia.